# Emmanuelle Gaume
Pour les articles homonymes, voir Gaume (homonymie).
Emmanuelle Gaume, née le 28 septembre 1968 à Saint-Mandé (Val-de-Marne), est une productrice et réalisatrice, romancière, ex-journaliste et animatrice de télévision et de radio française.

## Biographie

### Rapport à l'Élysée
Le 11 mars 2014, elle est engagée par l'Élysée pour animer un débat entre 100 jeunes bénéficiaires de contrat d'avenir et le président de la République française François Hollande.

## Vie privée
Fille d'un médecin, après hypokhâgne, elle rejoint l'EFAP. Elle a eu une fille en 2003 avec son compagnon d'alors, le compositeur Éric Tanguy. Elle est en couple avec l'homme de télévision Xavier Couture.

## Bilans artistique et médiatique

### Publications
- Déshabille-toi ! Roman (2006 - Plon)
- Alice Guy, la première femme cinéaste de l'histoire. Roman biographique (2015 - Plon)

### Parcours en radio
- 1992-1993 : coanimatrice de la matinale de France Musique
- 1993-1994 : chroniqueuse dans Découvertes de Michel Field sur Europe 1
- 1996-1997 : coanimatrice avec Genie Godula d'une libre-antenne féminine sur Fun Radio
- 2001-2003 : animatrice du 12-19 sur RMC
- 2005-2008 : productrice et animatrice de plusieurs émissions sur France Musique, notamment l'émission Papier à musique durant la saison 2007-2008.
- 2008-2010 : productrice et animatrice de France Musique est à vous tous les samedis entre 16 h et 17 h 30 sur France Musique

### Activités télévisuelles
- 1994 : chroniqueuse de musique classique dans Le Cercle de minuit
- 1994-1996 : journaliste et animatrice du 7 h-9 h de M6 avec Matin Express
- 1996-1997 : présentatrice de l'émission quotidienne Les Écrans du Savoir sur La Cinquième
- 1997-1998 : chroniqueuse dans Les Enfants de la Télé sur TF1 et dans Rive Droite-Rive Gauche sur Paris Première
- 1997-1998 : Drôle de zapping (avec les rubriques : Drôle de planète, Drôles de Dames) sur TF1
- 1998-2000 : coanimatrice avec Frédéric Joly du magazine people quotidien Exclusif sur TF1
- 2000 : animatrice de Nulle part ailleurs Soir avec Philippe Vandel sur Canal+
- 2001 : animatrice d'une émission sur les Médias (+ de Zapping) sur Canal+
- 2001-2003 : animatrice de Star Mag sur TPS Star
- 2006-2008 : animatrice de Recette et Match sur NT1
- 2008-2013 : journaliste et animatrice sur Arte
- 2011-2013 : animatrice et co-productrice de Prochain Arrêt sur Arte. Émission sur la découverte des plus grandes métropoles.
- 2013-2015 : animatrice de C'est découverte sur Equidia Life tous les vendredis à 20 h.

### Réalisations
- 2016 : réalisatrice d'un docu-fiction sur Alice Guy-Blaché, première femme réalisatrice de l'histoire du cinéma, pour France 3, avec dans le rôle d'Alice Guy : Alexandra Lamy. Coproduction Gaumont/France 3/WLC
- 2016 : réalisatrice d'un documentaire de 52 min pour Public Sénat, Volontaires pour l'emploi, sur des jeunes en échec scolaire qui s'engagent à l'EPIDE (Établissement pour l'insertion dans l'emploi), un internat d'inspiration militaire qui les aide à trouver un emploi.